# Albicostella deminuta
Albicostella deminuta är en insektsart som beskrevs av Anufriev 1970. Albicostella deminuta ingår i släktet Albicostella och familjen dvärgstritar. Inga underarter finns listade i Catalogue of Life.